# Schulen und Systeme des Buddhismus

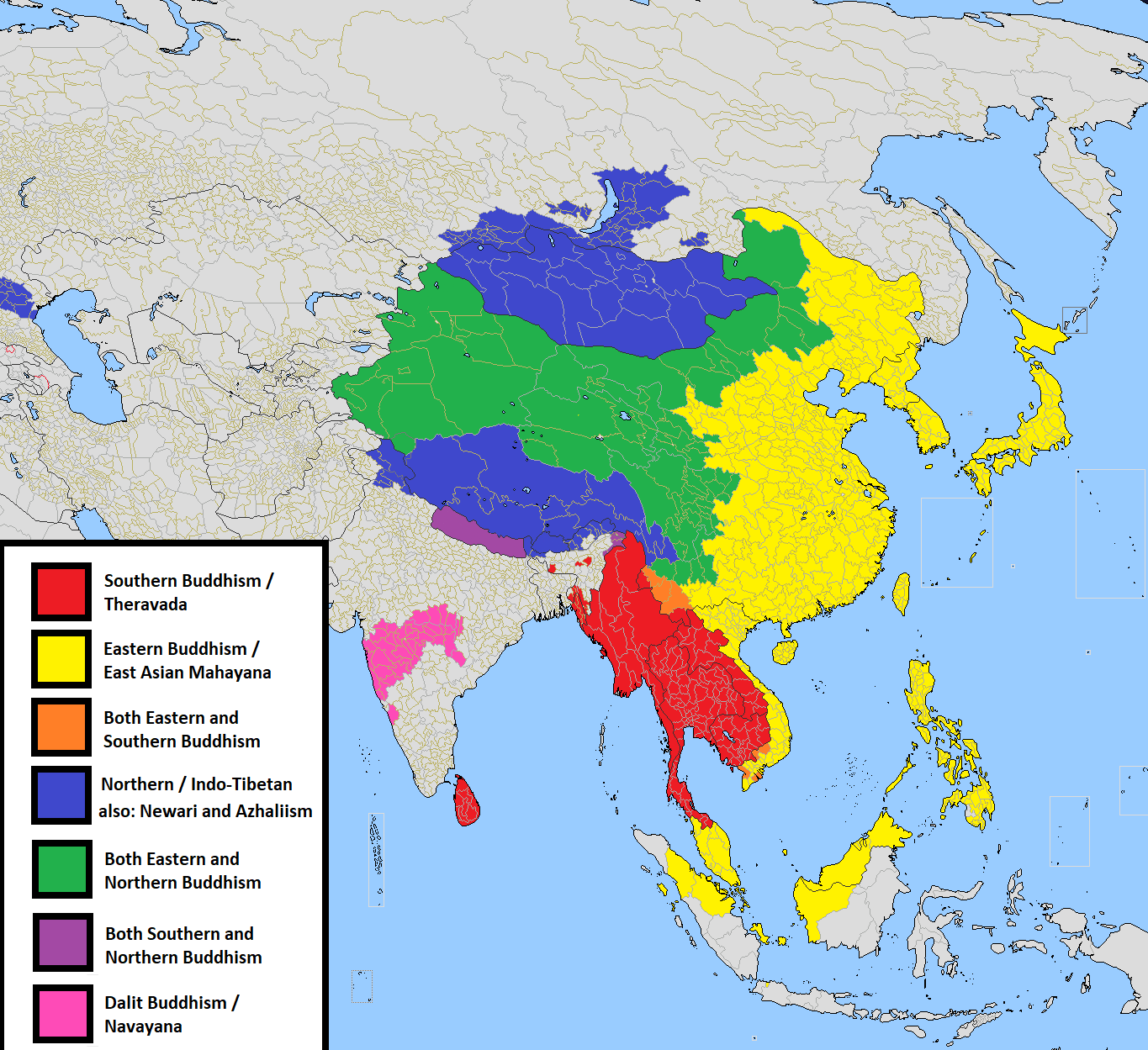
Schulen des Buddhismus

Der Buddhismus hat im Verlauf seiner 2500-jährigen Geschichte zahlreiche Schulen und Systeme hervorgebracht. Die Begriffe »Schule« (vada) (Sanskrit वाद vāda) und (Sanskrit यान yāna), »Gehen« (yana) sind in etwa vergleichbar mit den Begriffen »Richtung«, »Denomination«, »Konfession« oder »Sekte«, wobei dem Wort »Sekte« keine negative Wertung anhaftet und alle genannten Begriffe die gleiche Bedeutung haben.

## Chronologie
| Chronologie: Entwicklung und Verbreitung buddhistischer Traditionen. (ca. 450 v. Chr. – ca. 1300 n. Chr.) | Chronologie: Entwicklung und Verbreitung buddhistischer Traditionen. (ca. 450 v. Chr. – ca. 1300 n. Chr.) | Chronologie: Entwicklung und Verbreitung buddhistischer Traditionen. (ca. 450 v. Chr. – ca. 1300 n. Chr.) | Chronologie: Entwicklung und Verbreitung buddhistischer Traditionen. (ca. 450 v. Chr. – ca. 1300 n. Chr.) | Chronologie: Entwicklung und Verbreitung buddhistischer Traditionen. (ca. 450 v. Chr. – ca. 1300 n. Chr.) | Chronologie: Entwicklung und Verbreitung buddhistischer Traditionen. (ca. 450 v. Chr. – ca. 1300 n. Chr.) | Chronologie: Entwicklung und Verbreitung buddhistischer Traditionen. (ca. 450 v. Chr. – ca. 1300 n. Chr.) | Chronologie: Entwicklung und Verbreitung buddhistischer Traditionen. (ca. 450 v. Chr. – ca. 1300 n. Chr.) | Chronologie: Entwicklung und Verbreitung buddhistischer Traditionen. (ca. 450 v. Chr. – ca. 1300 n. Chr.) | Chronologie: Entwicklung und Verbreitung buddhistischer Traditionen. (ca. 450 v. Chr. – ca. 1300 n. Chr.) | Chronologie: Entwicklung und Verbreitung buddhistischer Traditionen. (ca. 450 v. Chr. – ca. 1300 n. Chr.) | Chronologie: Entwicklung und Verbreitung buddhistischer Traditionen. (ca. 450 v. Chr. – ca. 1300 n. Chr.) |
| --- | --- | --- | --- | --- | --- | --- | --- | --- | --- | --- | --- |
| | | | | | | | | | | | |
| | 450 v. Chr.                                                                                               | 450 v. Chr.                                                                                               | 250 v. Chr.                                                                                               | 100 n. Chr.                                                                                               | 100 n. Chr.                                                                                               | 500 n. Chr.                                                                                               | 500 n. Chr.                                                                                               | 700 n. Chr.                                                                                               | 800 n. Chr.                                                                                               | 800 n. Chr.                                                                                               | 1200 n. Chr.                                                                                              |
| Buddhismus in Indien                                                                                      | Früher Buddhismus                                                                                         | | | | | | | | | | |
| Buddhismus in Indien                                                                                      | Früher Buddhismus                                                                                         | Frühe buddhistische Schulen                                                                               | Frühe buddhistische Schulen                                                                               | Frühe buddhistische Schulen                                                                               | Frühe buddhistische Schulen                                                                               | Mahāyāna                                                                                                  | Mahāyāna                                                                                                  | Vajrayāna                                                                                                 | Vajrayāna                                                                                                 | Vajrayāna                                                                                                 | |
| Buddhismus in Indien                                                                                      | Früher Buddhismus                                                                                         | Frühe buddhistische Schulen                                                                               | Frühe buddhistische Schulen                                                                               | Frühe buddhistische Schulen                                                                               | Frühe buddhistische Schulen                                                                               | | | | | | |
| Buddhismus in Indien                                                                                      | Früher Buddhismus                                                                                         | | | | | | | | | | |
| Buddhismus in Indien                                                                                      | Früher Buddhismus                                                                                         | | | | | | | | | | |
| | | | | | | | | | | | |
| Sri Lanka & Südostasien                                                                                   | | | | | | | | | | | |
| Theravāda                                                                                                 | | | | | | | | | | | |
| | | | | | | | | | | | |
| | | | | | | | | | | | |
| Buddhismus in Tibet                                                                                       | | | | | | | | Nyingma                                                                                                   | Nyingma                                                                                                   | | |
| Buddhismus in Tibet                                                                                       | | | | | | | | Nyingma                                                                                                   | Nyingma                                                                                                   | | |
| Buddhismus in Tibet                                                                                       | Kadam/Gelug                                                                                               | | | | | | | Nyingma                                                                                                   | Nyingma                                                                                                   | | |
| Buddhismus in Tibet                                                                                       | Kagyu | | | | | | | Nyingma                                                                                                   | Nyingma                                                                                                   | | |
| Buddhismus in Tibet                                                                                       | Dagpo Kagyu                                                                                               | | | | | | | Nyingma                                                                                                   | Nyingma                                                                                                   | | |
| Buddhismus in Tibet                                                                                       | Sakya | | | | | | | Nyingma                                                                                                   | Nyingma                                                                                                   | | |
| Buddhismus in Tibet                                                                                       | Jonang | | | | | | | Nyingma                                                                                                   | Nyingma                                                                                                   | | |
| | | | | | | | | | | | |
| Ostasien                                                                                                  | | | | Frühe buddhistische Schulen und Mahāyāna (entlang der Seidenstrasse nach Ostasien)                        | Frühe buddhistische Schulen und Mahāyāna (entlang der Seidenstrasse nach Ostasien)                        | | Esoterischer Buddhismus in China (Zhenyan, Tangmi, Mizong)                                                | Esoterischer Buddhismus in China (Zhenyan, Tangmi, Mizong)                                                | Esoterischer Buddhismus in China (Zhenyan, Tangmi, Mizong)                                                | Esoterischer Buddhismus in China (Zhenyan, Tangmi, Mizong)                                                | Esoterischer Buddhismus in China (Zhenyan, Tangmi, Mizong)                                                |
| Ostasien                                                                                                  | | Sechs Nara-Schulen                                                                                        | Sechs Nara-Schulen                                                                                        | Frühe buddhistische Schulen und Mahāyāna (entlang der Seidenstrasse nach Ostasien)                        | Frühe buddhistische Schulen und Mahāyāna (entlang der Seidenstrasse nach Ostasien)                        | Shingon-shū                                                                                               | Shingon-shū                                                                                               | Shingon-shū                                                                                               | | | |
| Ostasien                                                                                                  | Chan | | | Frühe buddhistische Schulen und Mahāyāna (entlang der Seidenstrasse nach Ostasien)                        | Frühe buddhistische Schulen und Mahāyāna (entlang der Seidenstrasse nach Ostasien)                        | | | | | | |
| Ostasien                                                                                                  | Thiền, Seon                                                                                               | | | Frühe buddhistische Schulen und Mahāyāna (entlang der Seidenstrasse nach Ostasien)                        | Frühe buddhistische Schulen und Mahāyāna (entlang der Seidenstrasse nach Ostasien)                        | | | | | | |
| Ostasien                                                                                                  | | Zen in Japan                                                                                              | | Frühe buddhistische Schulen und Mahāyāna (entlang der Seidenstrasse nach Ostasien)                        | Frühe buddhistische Schulen und Mahāyāna (entlang der Seidenstrasse nach Ostasien)                        | | | | | | |
| Ostasien                                                                                                  | Tiantai zong & Amitabha-Buddhismus (Reines Land)                                                          | | | Frühe buddhistische Schulen und Mahāyāna (entlang der Seidenstrasse nach Ostasien)                        | Frühe buddhistische Schulen und Mahāyāna (entlang der Seidenstrasse nach Ostasien)                        | | | | | | |
| Ostasien                                                                                                  | Tendai | | | Frühe buddhistische Schulen und Mahāyāna (entlang der Seidenstrasse nach Ostasien)                        | Frühe buddhistische Schulen und Mahāyāna (entlang der Seidenstrasse nach Ostasien)                        | | | | | | |
| Ostasien                                                                                                  | Nichiren                                                                                                  | | | Frühe buddhistische Schulen und Mahāyāna (entlang der Seidenstrasse nach Ostasien)                        | Frühe buddhistische Schulen und Mahāyāna (entlang der Seidenstrasse nach Ostasien)                        | | | | | | |
| Ostasien                                                                                                  | Jōdo shū                                                                                                  | | | Frühe buddhistische Schulen und Mahāyāna (entlang der Seidenstrasse nach Ostasien)                        | Frühe buddhistische Schulen und Mahāyāna (entlang der Seidenstrasse nach Ostasien)                        | | | | | | |
| | | | | | | | | | | | |
| Buddhismus in Zentralasien & Tarimbecken                                                                  | | | Graeco-Buddhismus                                                                                         | Graeco-Buddhismus                                                                                         | Graeco-Buddhismus                                                                                         | Graeco-Buddhismus                                                                                         | | | | | |
| Buddhismus in Zentralasien & Tarimbecken                                                                  | | | | | | | | | | | |
| Buddhismus in Zentralasien & Tarimbecken                                                                  | Verbreitung entlang der Seidenstrasse                                                                     | | | | | | | | | | |
| | | | | | | | | | | | |
| | 450 v. Chr.                                                                                               | 450 v. Chr.                                                                                               | 250 v. Chr.                                                                                               | 100 n. Chr.                                                                                               | 100 n. Chr.                                                                                               | 500 n. Chr.                                                                                               | 500 n. Chr.                                                                                               | 700 n. Chr.                                                                                               | 800 n. Chr.                                                                                               | 800 n. Chr.                                                                                               | 1200 n. Chr.                                                                                              |
| Legende: Theravada Mahayana Tantrischer Buddhismus verschiedene und synkretistische Richtungen            | | | | | | | | | | | |

## Hauptrichtungen
Im Wesentlichen bestehen zwei große Hauptrichtungen: Der Theravada, die »Schule der Älteren« und das Mahayana, das »große Fahrzeug«. Die Bezeichnung Hinayana »kleines Fahrzeug«, wie sie im Mahayana für den frühen Buddhismus häufig gebraucht und mit dem Theravada gleichgesetzt wird, ist im Theravada selber unbekannt und wird auch nicht akzeptiert, da sie eine offensichtliche Abwertung darstellt (»hina« heißt wörtlich nicht »klein« – wie zumeist behauptet wird –, sondern »schlecht«, »gemein«, »minderwertig«). Zudem sind die frühen Schulen, die im Mahayana damit gemeint sind (Vaibhasika und Sautrantika, Unterschulen der Sarvastivada) längst ausgestorben. Der heutige Theravada hat nie zu diesen Schulrichtungen gehört und vertritt auch andere Sichtweisen.
Von den beiden großen Hauptrichtungen ist der Theravada die ältere, während das Mahayana sich erst ab der Wende zur christlichen Zeitrechnung (100 v. Chr. bis 600 n. Chr.) herausgebildet hat. Als dritte große Hauptrichtung gilt das Vajrayana oder Tantrayana, das jedoch trotz spezifischer Eigenheiten philosophisch dem Mahayana zuzuordnen ist. Das Vajrayana hat sich in Indien in der Zeit von 400 bis 1000 n. Chr. herausgebildet und war vom wiederauflebenden Hinduismus (insb. Tantrismus) beeinflusst.
Im Unterschied zum Theravada bildet das Mahayana keine eigentliche und einheitliche Lehrtradition und Praxis. Die zahlreichen Schulen orientieren sich auch nicht – wie im Theravada – an dem in den Jahrhunderten nach Buddhas Tod auf drei Konzilien festgelegten Kanon der Lehrreden des Buddha in Pali-Sprache (dem Pali-Kanon, auch Tipitaka), sondern an einem Restbestand an parallel entstandenen und später ins Chinesische oder Tibetische übersetzten, im Original zumeist verloren gegangenen Sanskrit-Sutras, sowie an einer Vielzahl später entstandener und für sich existierender Mahayana-Sutras (in Sanskrit). Diese wurden von den verschiedenen Schulen jedoch nur selektiv anerkannt und zur jeweils eigenen Grundlage gemacht. Es gibt im Mahayana somit keinen gemeinsamen Kanon, wohl aber chinesische (San-ts’ang) und tibetische Sammlungen (Kanjur) von verschiedenen, aus dem Sanskrit übersetzten Texten, plus eigenen chinesischen oder tibetischen Texten.
Alle Richtungen des Buddhismus halten sich an die »Vier Edlen Wahrheiten« Buddhas vom Leiden, seiner Entstehung, seiner Überwindung und dem zur Überwindung des Leidens führenden »Achtfachen Pfad«, der zur Leidenserlösung (Befreiung aus den Fesseln der Täuschung und Anhaftung) führt. Diese Leidensbefreiung wird Nibbana (P.) oder Nirvana (Skr.) (»Erlöschen« von Gier, Hass und Verblendung) genannt, welches das allen Denominationen gemeinsame Heilsziel darstellt. Die in der Realisierung des Nirvana und damit Verwirklichung der Buddhaschaft (Buddhata) bestehende Zielsetzung ist also überall die gleiche, verschieden sind lediglich die Wege, die zu diesem Ziel führen.
Die nachfolgende Auflistung nennt nicht sämtliche Schulen, Sekten oder Denksysteme, die sich im Verlauf der langen Geschichte des Buddhismus herausgebildet haben. Aufgeführt werden lediglich die wichtigsten, die in der Vergangenheit oder Gegenwart von großer Bedeutung waren beziehungsweise sind.

### Theravada (Lehre der Älteren)
- Entstehung: 4. Jh. v. Chr. in Indien.
- Gründer: Keine zentrale Gründergestalt.
- Systematiker: Buddhadatta (4./5. Jh.), Buddhaghosa (5. Jh.), Dhammapala (5. Jh.), Anuruddha (12. Jh.)
- Verzweigungen: –
- Heutige Verbreitung: Sri Lanka, Myanmar (Birma), Bangladesh, Thailand, Laos, Kambodscha, Vietnam, VR China (in Yunnan), westliche Welt.
- Wichtigste Quellen: Tipitaka (Dreikorb) oder Pali-Kanon; Visuddhimagga, Milindapañha, Abhidhammatthasangaha.
- Heilsweg: Überwindung des Leidens durch Aufhebung der Leidensursachen Gier, Hass und Wahn mittels Tugend, Meditation und Erkenntnis.

### Erloschene Systeme
- Mahasanghika. Gegründet im 4. Jh. v. Chr. Vorbereiterin des Mahayana, in dem sie schließlich aufging.
- Pudgalavada. Gegründet im 3. Jh. v. Chr. Eine der großen frühbuddhistischen Schulen. Untergang im 7. Jh.
- Sarvastivada. Gegründet im 3. Jh. v. Chr. Frühbuddhistische Schule mit großer Wirkmächtigkeit. Ging mit der islamischen Eroberung Indiens unter.
- Sautrantika. Gegründet im 2. Jh. n. Chr. Frühbuddhistische Schule, die mit ihren Lehren viele Impulse zur Entstehung des Mahayana lieferte.

### Systeme des Mahayana
Madhyamaka
- Entstehung: 2. Jh. n. Chr. in Indien.
- Gründer: Nagarjuna (2. Jh. n. Chr.).
- Systematiker: Aryadeva (3. Jh.), Buddhapalita (5./6. Jh.), Bhavaviveka (6./7. Jh.), Candrakirti (7. Jh.), Shantideva (7./8. Jh.).
- Verzweigungen: (1) in China: Sanlun; (2) in Japan: Sanron.
- Heutige Verbreitung: Als eigenständige Schule nicht mehr existent, doch starke Durchdringung vor allem des tibetischen und sino-japanischen Buddhismus.
- Wichtigste Quellen: Prajñaparamitasutra, Mulamadhyamakakarika.
- Heilsweg: Erkenntnis der Leerheit (Shunyata) aller Daseinsphänomene und Einsicht, dass diese Leerheit das Absolute = Erlöstheit ist.

Vijñānavāda (Yogacara)
- Entstehung: 3./4. Jh. n. Chr. in Indien.
- Gründer: Maitreyanatha (3./4. Jh.).
- Systematiker: Asanga und Vasubandhu (4. Jh.), Dignaga (5./6. Jh.), Dharmakirti (7. Jh.).
- Verzweigungen: (1) in China: Faxiang-zong; (2) in Japan: Hossō-shū.
- Heutige Verbreitung: Als eigenständige Schule außerhalb Japans nicht mehr existent, doch starke Durchdringung vor allem des tibetischen und sino-japanischen Buddhismus.
- Wichtigste Quellen: Yogacarabhumishastra, Samdhinirmocana, Avatsamsaka, Lankavatara.
- Heilsweg: Erkenntnis, dass alles »nur Geist« (cittamātra) ist und Rückwendung zum Reinen Geist, dem Grundbewusstsein = Absoluten = Erlösung.

Reines Land, Amidismus (Amitabha-Buddhismus, Glaubensschule)
- Entstehung: 1. Jh. n. Chr. in Indien.
- Gründer: –
- Systematiker: (1) in China: Huiyuan (334–416), Tanluan (476–542); Daochuo (jap. Doshaku) (562–645) Shandao (jap. Zendō) (613–681) (2) in Japan: Hōnen Shonin (1133–1212) und Shinran Shonin (1173–1263).
- Verzweigungen: (1) in China: Jìngtǔ-zōng; (2) in Japan: Jōdo-shū, Jōdo-Shinshū.
- Heutige Verbreitung: China, Japan, Taiwan, Korea, Vietnam, Singapur.
- Wichtigste Quellen: Das Große Amitabha Sutra (Sukhâvatîvyûha-mahâyânasûtra, jap. Muryôju-kyô), das Kleine Amitabha Sutra (Sukhâvatîvyûhonâma-mahâyânasûtra, jap. Amida-kyô) und das sog. Meditations-Sutra (Amitâyurdhyâna-sûtra, jap. Kanmuryôju-kyô)
- Heilsweg: (1) Vertrauen in den helfenden Beistand des transzendenten Buddha Amitabha (Amida); (2) Entlastung vom Karma durch den helfenden Beistand heilswirksamer Bodhisattvas; (3) Wiedergeburt in einem Zwischenparadies (Sukhavati); (4) Selbst ein Bodhisattva werden.

Saddharmapundarika (Lotos-Schule)
- Entstehung: 3. Jh. n. Chr. in Indien.
- Gründer: (1) in China: Zhiyi (538–597); (2) in Japan: Dengyo Daishi Saichō (767–822).
- Systematiker: –
- Verzweigungen: (1) in China: Tiantai zong; (2) in Japan: Tendai-shū, Nichiren-Buddhismus
- Heutige Verbreitung: (1) China: Tiantai-zong; (2) Japan: Tendai-shū, Nichiren Schulen: Nichiren-shū (1251)[4], Nichiren-Shōshū (1290), Reiyūkai, (1919), Sōka Gakkai (1930), Risshō Kōseikai, (1938), Nipponzan-Myohoji (1947).
- Wichtigste Quellen: Saddharmapundarikasutra (Lotos-Sutra).
- Heilsweg: Verehrung des Lotos-Sutra, Realisierung der eigenen Buddha-Natur durch Praktizierung von Daimoku.

Vajrayana (Esoterischer Buddhismus/Tantrayana/Mantrayana)
- Entstehung: ab dem 3. Jh. in Indien entstanden, es gibt Ähnlichkeiten zum indischen Tantrismus
- Gründer: Keine zentrale Gründergestalt. (1) in Tibet: Padmasambhava (8. Jh.) [Vertreter des Vajrayana]; (2) in Japan: Kobo Daishi [Kukai] (774–835) [Vertreter der Shingon-shu].
- Systematiker: In Tibet: Atisha (980–1054), Marpa (1012–1097), Tsongkhapa (1357–1419).
- Verzweigungen: (1) in China: Zhenyan Mizong; (2) in Japan: Shingon; (3) in Tibet: Nyingma, Kadampa, Kagyü, Sakya, Gelug
- Heutige Verbreitung: Tibet, Sikkim, Bhutan, Mongolei, Burjatien, Kalmückien, Ladakh, China, Korea, Japan, westliche Welt.
- Wichtigste Quellen: Tantra-Literatur.
- Heilsweg: Erlösung durch Erfahrung der All-Identität und Erschließung des Absoluten im eigenen Innern mittels geheimer psychoaktiver Techniken.

Chan/Zen/Son/Thien (Meditationsschule)
- Entstehung: 6. Jh. n. Chr. in China, Henan, Songshan, Shaolin-Kloster.
- Gründer: Bodhidharma (6. Jh.).
- Systematiker: (1) in China: Huineng (638–713), Shenhui (670–762), Dongshan Liangjie (807–869), Caoshan Benji (840–901), Huangbo Xiyun (jap. Obaku Kiun), (gest. 850), Linji Yixuan, (jap. Rinzai Gigen) (815–867); (2) in Japan: Eisai, Rinzai-shū (1141–1215), Dogen Sōtō-shū (1200–1253), Yinyuan Longqi (jap. Ingen Ryuki) Ōbaku-shū (1592–1673).
- Verzweigungen: (1) in China: Chan-zong [Huangbo, Linji, Dongshan und Caoshan von der Caodong zong,]; (2) in Japan: Zen-shu (Rinzai-, Sōtō- und Ōbaku-Zen).
- Heutige Verbreitung: China, Taiwan, Japan (Zen), Korea (Son), Vietnam (Thien), westliche Welt.
- Wichtigste Quellen: Prajñaparamitasutras: Herz-Sutra und Diamant-Sutra, Lotos-Sutra, Lankavatara-Sutra, Kōan-Sammlungen.
- Heilsweg: Erkenntnis (Geistesschulung) durch Meditation und Koan.